# 薩帕爾帕
薩帕爾帕（Sapulpa）位於美國奧克拉荷馬州克里克縣，是該縣的縣治，人口21,929人。位於薩帕爾帕西南方的布里斯托曾與薩帕爾帕角逐縣治地位，1913年奧克拉荷馬州最高法院將縣治判給薩帕爾帕。塔爾薩位在薩帕爾帕東北方約23公里。

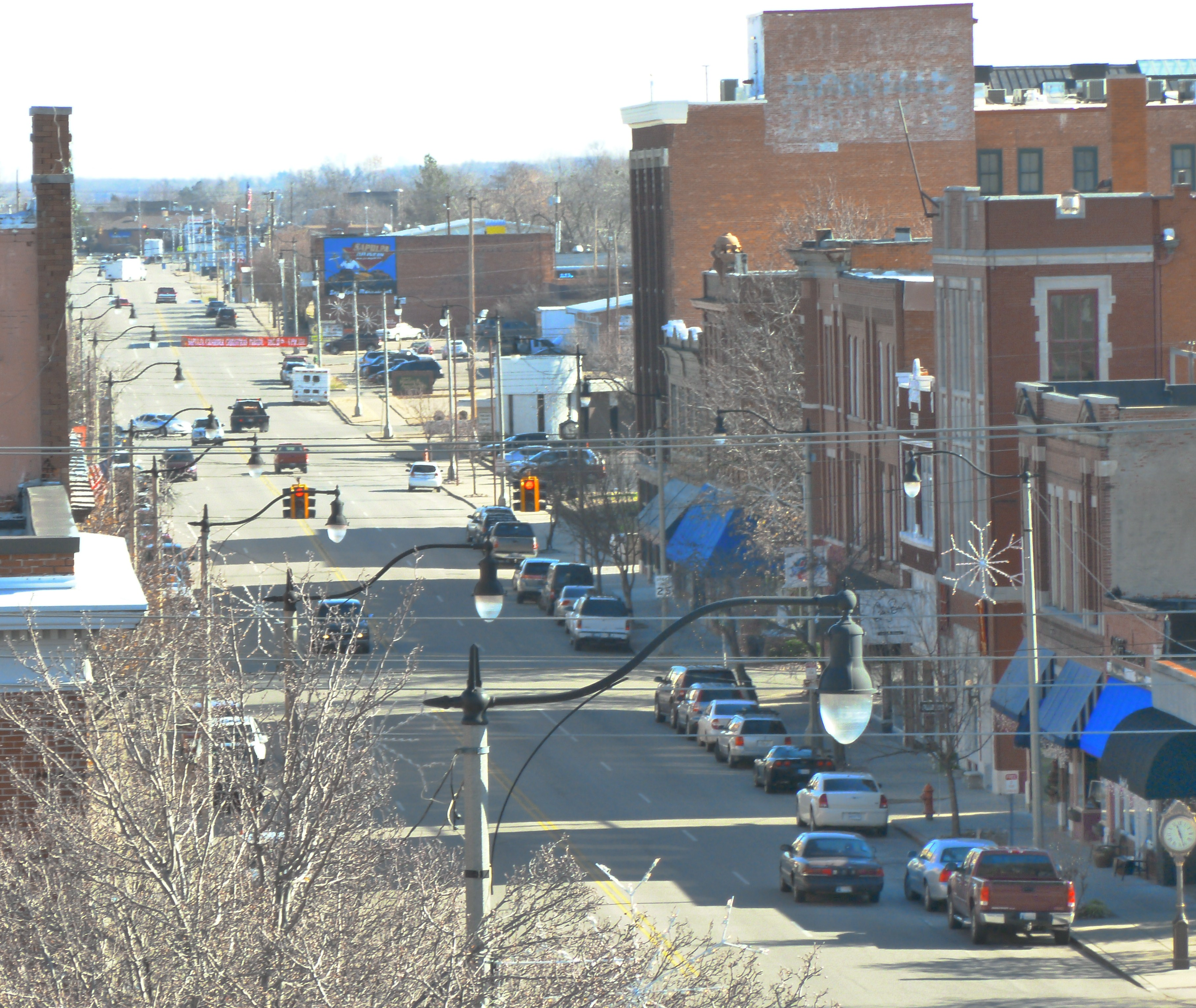
薩帕爾帕